# 100 âmes

100 âmes est une série de bande dessinée.
- Scénario : Alex Crippa
- Dessins : Alfio Buscaglia
- Couleurs : Emanuele Tenderini

## Albums
- Tome 1 : La Ville des damnés (2004)
- Tome 2 : Victimes (2006)
- Tome 3 : Le Traître (2007)

## Publication
- Delcourt (Collection Insomnie) : Tomes 1 à 3 (première édition des tomes 1 à 3).